# François Joseph Rudler

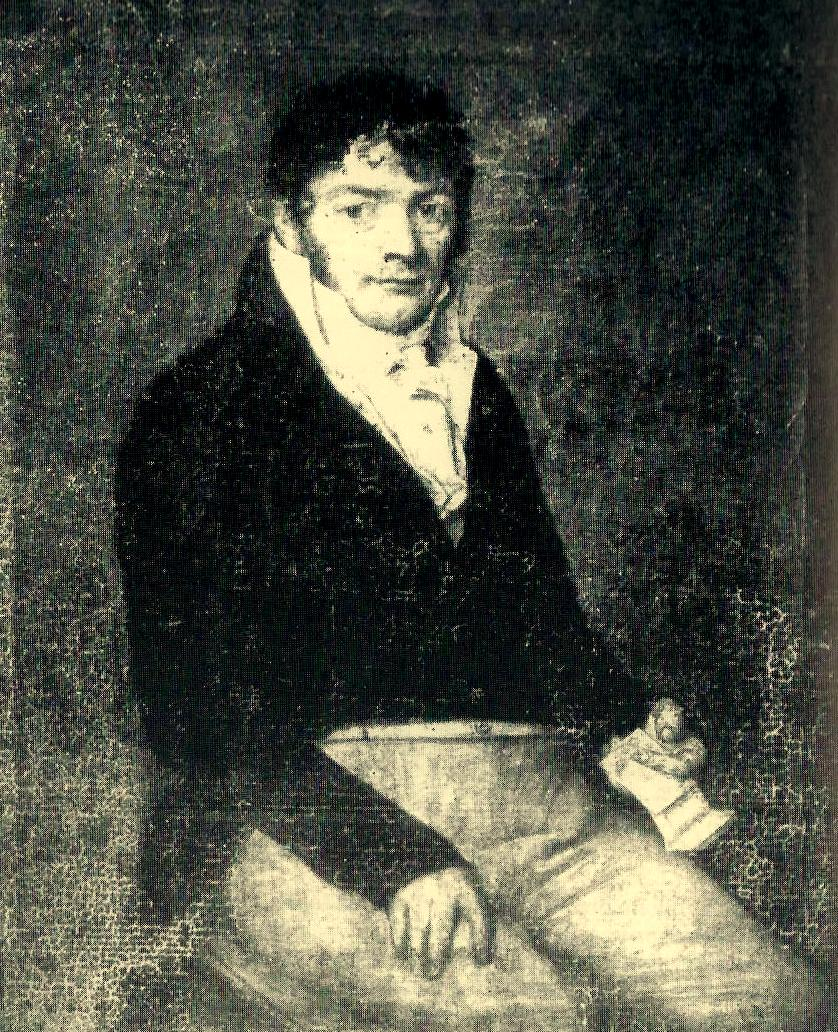
François Joseph Rudler

François Joseph Rudler (deutsch Franz Joseph Rudler) (* 9. September 1757 in Guebwiller; † 13. November 1837 in Straßburg) war ein französischer Richter und hoher Verwaltungsbeamter während der sogenannten Franzosenzeit.
Nachdem er in Straßburg Rechtswissenschaften studiert hatte, strebte er 1793 nach kurzer Tätigkeit als Anwalt und Notar eine Verwaltungslaufbahn an. Im Herbst 1796 wurde er Regierungskommissar bei der Armée du Rhin und der Armée de Mayence. Nach der Besetzung des linken Rheinufers erfolgte am 4. November 1797 seine Ernennung zum Regierungskommissar der Direktorialregierung für die eroberten Länder zwischen Rhein, Maas und Mosel. Rudler wirkte als solcher bis zum 21. Februar 1799 hauptsächlich in Bonn, Mainz (franz. Mayence) und Trier (franz. Trèves). Während dieser Zeit gliederte er die eroberten Gebiete in Départements und stellte eine völlig neue Verwaltung auf. Er siedelte bereits am 11. Januar 1798 aus Bonn nach Mainz über und bezog den Stadioner Hof. Rudler war zuvor Richter am Kassationsgerichtshof in Paris. Seine Einteilung in vier Departements behielt bis zum Ende der Franzosenzeit und teilweise darüber hinaus Bestand.
Am 1. Mai 1798 führte Rudler ein neues Zivilstandsregister ein. Ziel dieses Registers war es, den bürgerlichen Stand über die bis dahin geltenden kirchlichen Registrierungen zu erheben. Geburten, Heiraten und Todesfälle wurden in der Cisrhenanische Republik nun entsprechend dem Gesetz vom 20. September 1792 registriert. Gleichzeitig führte er 27 Gesetze und Verordnungen ein, die im Zusammenhang mit diesem Register standen. Hier fanden sich auch Regelungen zur Ehescheidung und zu Kindern, welche außerhalb ehelicher Verhältnisse geboren wurden. Rudler bestimmte, dass die Munizipalbeamten die alten Kirchenbücher binnen acht Tagen einsammeln sollten. 1803 wurde das neue Zivilstandsrecht in den Code civil aufgenommen. Am 11. April 1798 erließ er eine Verordnung, nach der die Gemeinden einen eigenen Kultusminister, statt des Pfarrers wählen konnten. Am 19. Juli 1798 verkündete er eine fundamentale Umstellung der bisherigen Lebenswelt als Tugendkatalog, um den Dekadenkult in den Départements umzusetzen.
Unter Napoleon wurde er ab Januar 1801 zunächst Präfekt des Departements Finistère und ab März 1805 des Départements Charente. Er wurde im Jahr 1804 zum Ritter der Ehrenlegion ernannt. 1809 wurde er mit dem Titel eines Baron d’Empire ausgestattet und ein Jahr später ging er in den vorläufigen Ruhestand und zog sich in den Raum Straßburg zurück. Im Jahr 1830 betrat er bei der Nationalversammlung als Deputierter des Départements Bas-Rhin nochmals die politische Bühne und starb am 13. November 1837. 